# Van Weezer
Van Weezer és el catorzè àlbum d'estudi de la banda estatunidenca de rock alternatiu Weezer. És previst de publicar el 15 de maig de 2020.
El líder de la banda, Rivers Cuomo, va començar a treballar en noves cançons a principis de 2019. En aquesta ocasió es va decantar per influències de rock dur per arraconar el pop rock i l'electropop que havia utilitzat en els darrers treballs. La nova direcció l'acosta al seu anterior treball Maladroit (2002), inspirat ens les bandes de hard rock i heavy metal de les dècades del 1970 i 1980 com per exemple Kiss, Black Sabbath, Metallica i Van Halen. De fet, es van inspirar pel títol de l'àlbum en aquesta darrera banda.
El primer senzill de l'àlbum fou «The End of the Game» i es va llançar el 10 de setembre de 2019, fet que van aprofitar per anunciar la data de publicació de l'àlbum. En el videoclip de la cançó, que es va estrenar el mateix dia compta amb la banda de rock Cherry Glazerr, tot i que no col·laboren en la cançó.